# Omer.
OMER. Traditional Blond is een bier dat gebrouwen wordt door Brouwerij Omer Vander Ghinste te Bellegem, een deelgemeente van Kortrijk. Het bier is genoemd naar de stichter van de brouwerij, Omer Vander Ghinste.

## Achtergrond
Omer is de naam van alle brouwers die sinds 1892 van vader op zoon werkzaam waren in de brouwerij. Bij het opstarten van de brouwerij liet Omer Vander Ghinste in de cafés brandglasramen plaatsen met het opschrift 'Bieren Omer Vander Ghinste'. Aangezien men deze wegens de hoge kostprijs niet snel kon vervangen, kreeg elke oudste zoon in de volgende generatie ook de naam Omer. De brouwerij wordt sinds 2007 geleid door Omer-Jean Vander Ghinste, de vierde generatie.

Het bier OMER. Traditional Blond werd gelanceerd in november 2008.

## Het bier
OMER. Traditional Blond is een blond bier van hoge gisting met nagisting op fles.  Het heeft  een alcoholpercentage van 8%.
Het is gemaakt van gemalen gerst van de Loire-streek, drie soorten hop van Duitsland, Slovenië en Tsjechië en puur water. Het bier bestaat enkel in een versie op fles en niet van het vat. Om dit tekort voor de Franse markt op te vangen werd de LeFort Tripel ontwikkeld.

## Prijzen
- Oktober 2009: Gouden medaille op de European Beer Star te Neurenberg in Duitsland
- 2009: Bronzen medaille op de Australian International Beer Awards in de categorie 'Belgian and French Style Ales Packaged'[3]
- April 2010: Gouden medaille in de categorie 'Belgian-style pale strong ale' (48) op de World Beer Cup.[4]
- Juli 2011: Gouden medaille in de categorie 'French/Belgian Ale' op het United States Open Beer Championship.[5]
- Australian International Beer Awards 2013 – bronzen medaille in de categorie Pale Strong
- 2013: Gouden medaille in de categorie 'Strong Blonde/Golden Ale' op de Brussels Beer Challenge.
- 2015: World's Best Belgian Style Blonde Ale op de World Beer Awards 2015.
- 2019: Gouden medaille in de categorie 'Strong Blonde/Golden Ale' op de Brussels Beer Challenge 2019.